# Свети Салвадор (Дънди)
„Свети Салвадор“ е църква в Дънди, Шотландия. През 1965 г. сградата е включена в шотландските списъци на паметниците в най-високата категория. Проектирана е от шотландския архитект Джордж Фредерик Бодли в неоготически стил.

## История
Енорията е основана през 1856 г. от Александър Форбс, епископ на Бречин.  През 1907 и 1936 г. картините са реставрирани, а през 1972 г. е реставрирана цялата сграда.

## Описание
Епископската църква в Сейнт Салвадор се намира на улица „Сан Салвадор“, североизточно от центъра на Дънди. Неоготическата сграда е украсена в простия стил на ранната английска готика. Нейната зидария се състои от неравномерни, груби каменни блокове с естествени каменни детайли. Картините на тавана са дело на Фредерик Лийч -  английски майстор декоратор, стенописец и художник на витражи.

## Връзки
- Netzpräsenz der Kirchengemeinde
- Informationen der Diözese Brechin
- Informationen des Scotland’s Churches Trust